# Trouble (canción de Pink)
«Trouble» es una canción interpretada por la cantante estadounidense Pink y escrita por la propia cantante y Tim Armstrong. Fue incluida en su tercer álbum de estudio Try This, y lanzada como segundo sencillo internacional del mismo. Fue lanzado como segundo sencillo de su álbum, el sencillo ganador de un premio Grammy, fue elegido como el sencillo promocional del álbum, aunque la primera canción del álbum fue Feel Good Time, no se tomó en cuenta como sencillo promocional ya que la canción hizo parte de la banda sonora de Los ángeles de Charlie: Al extremo, fue cuando se decidió que Feel Good Time sería incluido en el álbum.
La canción fue escrita por Tim Armstrong y Pink, en la cual se puede destacar el prominente sonido de guitarra.La canción fue lanzada en noviembre de 2003, la canción tuvo bastante éxito aunque no era lo que se esperaba en Estados Unidos alcanzando el puesto #68

## Vídeo musical
El vídeo musical de Trouble muestra a Pink llegando a caballo a un pequeño pueblo llamado Sharktown.Entra a un bar y pide una bebida, momento en el que el comisario del pueblo se queda observando a Pink. Cuando el comisario así lo indica, el camarero rehúsa servir la bebida a Pink quien se enfurece y empieza una bronca. Como consecuencia la encierran en un calabozo, donde se ve a Pink seduciendo al comisario (interpretado por el actor Jeremy Renner), el cual cae finalmente frente a los encantos de la cantante, quien regresa al bar para empezar otra pelea.

## Apariciones de la canción
La canción se encuentra presente en la película White Chicks.
También hace aparición en la película de Alvin y las Ardillas 3 Chipwrecked.

## Posicionamiento
| Listas (2003)                    | Posición |
| -------------------------------- | -------- |
| Australian ARIA Singles Chart    | 8        |
| Austrian Singles Chart           | 5        |
| Canadian Singles Chart           | 2        |
| Belgium Singles Chart            | 32       |
| Dutch Singles Chart              | 10       |
| German Singles Chart             | 7        |
| Italy Singles Chart              | 18       |
| Ireland Singles Chart            | 7        |
| New Zealand Singles Chart        | 20       |
| Norway Singles Chart             | 5        |
| Swedish Singles Chart            | 8        |
| Swiss Singles Chart              | 5        |
| UK Singles Chart                 | 7        |
| U.S. Billboard Hot 100           | 68       |
| U.S. Billboard Top 40 Mainstream | 16       |

- Datos: Q2452175